# Malinowka (Krasnojarsk, Karatusski)
Malinowka (russisch Мали́новка) ist ein Dorf im Karatusski rajon in der Region Krasnojarsk, Russland. Es liegt 4 km nördlich des Dorfes Tajaty, 68 km vom Bezirkszentrum entfernt, am rechten Ufer des Flusses Kasyr.
Es wurde 1907 gegründet und bestand 1926 aus 16 Haushalten, wobei die Hauptbevölkerung Russen waren. In dieser Zeit gehörte es zum Tajatski selsowet des Karatusski rajon im Okrug Minussinsk der Region Sibirien (Sibirski krai).

## Bevölkerung
| 1926 | 2010 | 2012 |
| ---- | ---- | ---- |
| 87   | ↘ 36 | ↗42  |